# 최윤희 (육상 선수)
최윤희(1986년 5월 28일 - )는 대한민국의 육상 여자 장대높이뛰기 선수로 원광대학교에 재학 중이다. 금성여자중학교 시절인 2000년, 3m 10으로 최초의 한국 신기록을 세운 이후 2008년 대구국제육상경기대회에서 4m 15를 넘을 때까지 17번이나 한국 신기록을 갈아치웠다. 2009년, 임은지가 4m 24로 한국신기록을 경신하면서 강력한 경쟁자로 떠올랐다. 2012년 4m 41cm의 한국신기록을 세우며 다시 한국신기록 보유자의 자리에 올라섰다.

## 주요 대회 성적
| 날짜             | 종목              | 대회                              | 장소 | 순위 | 기록  | 기타                                  |
| ---------------- | ----------------- | --------------------------------- | ---- | ---- | ----- | ------------------------------------- |
| 2006년 10월 21일 | 여자 장대높이뛰기 | 제87회 전국체전                   | 김천 | 1위  | 4m 10 | 대한민국 신기록 (종전: 최윤희, 4m 5)  |
| 2007년 10월 13일 | 여자 장대높이뛰기 | 제88회 전국체전                   | 광주 | 1위  | 3m 80 |                                       |
| 2008년 5월 6일   | 여자 장대높이뛰기 | 제37회 전국종별육상경기선수권대회 | 김천 | 1위  | 4m 11 | 대한민국 신기록 (종전: 최윤희, 4m 10) |
| 2008년 9월 25일  | 여자 장대높이뛰기 | 2008 대구 국제 육상 경기 대회     | 대구 | 8위  | 4m 15 | 대한민국 신기록 (종전: 최윤희, 4m 11) |
| 2008년 10월 25일 | 여자 장대높이뛰기 | 제89회 전국체전                   | 여수 | 1위  | 4m 16 | 대한민국 신기록 (종전: 최윤희, 4m 15) |
| 2009년 10월 22일 | 여자 장대높이뛰기 | 제90회 전국체전                   | 대전 | 1위  | 4m 10 |                                       |

## 출신 학교
- 김제중앙초등학교
- 금성여자중학교
- 김제여자고등학교
- 원광대학교